# Conseil national (Autriche)
Pour les autres articles nationaux ou selon les autres juridictions, voir Conseil national.
XXVIIIe législature
Bâtiment du Parlement autrichien
Le Conseil national (en allemand : Nationalrat) est la chambre basse du pouvoir législatif autrichien. Il comprend également la chambre haute, le Conseil fédéral représentant les Landtag des Länder au niveau fédéral. Selon la Constitution fédérale de l'Autriche, les deux chambres autonomes constituent, ensemble, le pouvoir législatif national. Dans certains cas particuliers, ils se réunissent en tant que Assemblée fédérale.

## Histoire
Au terme de la Première Guerre mondiale, la chute de la monarchie austro-hongroise est allée de pair avec le rassemblement des députés de l'ancien Reichsrat (Conseil d'Empire) représentant les pays de la république d'Autriche allemande. Cette « Assemblée nationale provisoire » s'est réunie pour la première fois le 21 octobre 1918 à Vienne ; quelques jours plus tard, un premier gouvernement fédéral a été formé, une grande coalition entre les sociaux-démocrates, le Parti social-chrétien et le mouvement national-allemand, présidé par Karl Renner en tant que chancelier d'État. Le 11 novembre 1918, après la déclaration de renonciation de l'empereur Charles Ier, il a en effet remplacé le ministère Lammasch, le dernier gouvernement de la Cisleithanie au sein de la double-monarchie. Le lendemain, 12 novembre, la république est proclamée.
L'Assemblée comptait également des représentants germanophones de Bohême, de Moravie, de Silésie autrichienne et du Tyrol du Sud en s'appuyant sur le « droit des peuples à disposer d'eux-mêmes » proclamé par le président américain Woodrow Wilson ; cependant, le gouvernement autrichien n'a pas pu éviter que ces territoires passent à la République tchécoslovaque et au royaume d'Italie avec la signature du traité de Saint-Germain. Des députés germanophones représentant le Burgenland, à ce temps appartenant à la Hongrie, ne s'ajoutent qu'en 1921.
Le 16 février 1919, l'Assemblée nationale constituante a été élue. Pour la première fois, tous les citoyens majeurs, des femmes et des hommes, puissent participer activement au scrutin. L'Assemblée se livrait à décider la Loi constitutionnelle fédérale (Bundes-Verfassungsgesetz, B-VG) le 1er octobre 1920. Les premières élections au Conseil national ont eu lieu le 17 octobre.

## Système électoral

Carte des neuf Bundesländer autrichiens.

Le Conseil national, ou Nationalrat, est composé de 183 sièges pourvus pour cinq ans au scrutin proportionnel plurinominal avec listes bloquées, répartis dans neuf circonscriptions correspondant aux landers autrichiens à raison de 7 à 36 sièges par circonscription selon leur population. Ces neuf circonscriptions sont elles-mêmes subdivisées en un total de 43 circonscriptions régionales. Le seuil minimum de voix exigé d'un parti pour obtenir une représentation au parlement est fixé à 4 % des suffrages exprimés, ou un siège d'une circonscription régionale.
La clé de répartition proportionnelle se fait à la méthode de Hare au niveau régional puis d'Hondt au niveau fédéral. Bien que les listes soit bloquées, interdisant l'ajout de noms n'y figurant pas, les électeurs ont la possibilité d'effectuer un vote préférentiel pour un maximum de trois candidats, permettant à ces derniers d'être placés en tête de liste pour peu qu'ils totalisent un minimum de 14 %, 10 % ou 7 % des voix respectivement aux niveaux régional, des Länder, et fédéral. Le vote, non obligatoire, est possible à partir de l'âge de 16 ans.

## Rôle
Le Conseil national :
- vote la loi fédérale ordinaire ;
- vote la loi fédérale constitutionnelle à la majorité de deux tiers, avec un quorum de la moitié des membres ;
- peut se dissoudre, à la majorité simple, avec un quorum d’un tiers des membres ;
- peut voter la défiance contre un ministre fédéral ou tout le gouvernement fédéral, à la majorité simple, avec un quorum d’un tiers. Il n’élit ou n’investit pas le gouvernement : c’est le président fédéral qui choisit le Chancelier fédéral et les ministres fédéraux sur la proposition du chancelier.

Les trois présidents du Conseil national remplacent le président fédéral comme corps en cas d’empêchement de plus de vingt jours, de mort ou de la suspension de celui-ci.

## Présidence

### Fonction
Le président du Conseil national est chargé de présider la chambre. Il est élu pour cinq ans par les députés eux-mêmes à chaque début d'une nouvelle législature et ne peut pas être démis de ses fonctions. Avec le deuxième et troisième président, il forme le præsidium de l'institution. Il exerce à tour de rôle avec le président du Conseil fédéral, la présidence de l'Assemblée fédérale. Dans l'ordre de préséance autrichien, le président du Conseil national se place après le président fédéral et avant le chancelier.
L'actuel titulaire du poste est Walter Rosenkranz (FPÖ) depuis le 24 octobre 2024. Le deuxième et troisième président sont, respectivement, Peter Haubner (ÖVP) et Doris Bures (SPÖ).

### Intérim de la présidence fédérale
La Loi constitutionnelle fédérale de 1920 dispose en son article 64 qu'en cas d'empêchement du président fédéral, le chancelier fédéral exercera les fonctions dévolues à la présidence fédérale pendant vingt jours. Ce délai passé, l'intérim des fonctions présidentielles sera exercé par un « corps collégial » composé du président, du deuxième président et du troisième président du Conseil national. Si la vacance de la présidence est permanente, le corps collégial exercera immédiatement l'intérim.
Ce cas de figure a déjà eu lieu le 6 juillet 2004 lors de la mort de Thomas Klestil, à deux jours du terme de son mandat. Elle a de nouveau lieu le 8 juillet 2016 à la fin du mandat de son successeur, Heinz Fischer, en l'absence de président élu à la suite de l'annulation, à une semaine de l'investiture du nouveau président, du second tour de l'élection présidentielle autrichienne de 2016 remporté par l'écologiste Alexander Van der Bellen face au nationaliste Norbert Hofer. Fischer est donc le premier président fédéral à quitter le pouvoir à l'issue de son mandat sans successeur élu.

## Composition

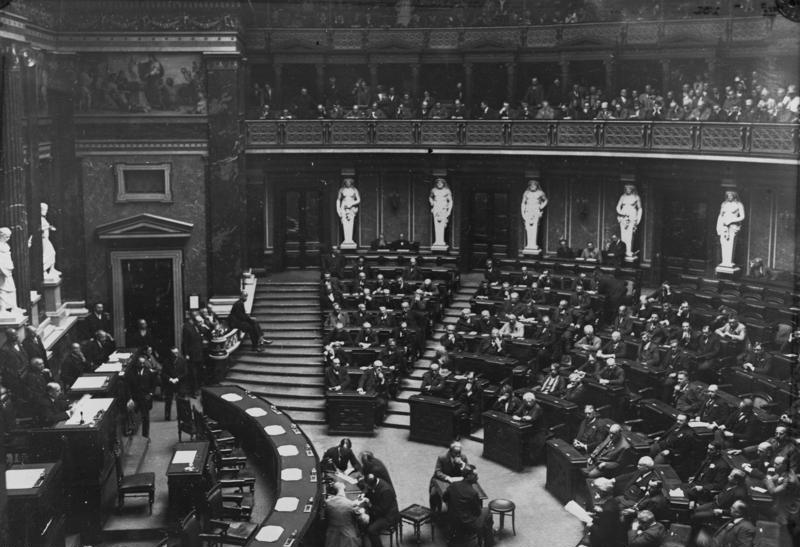
Le Conseil national en 1930.

Ses membres sont élus pour cinq ans par les Autrichiens majeurs de seize ans.
Il comprend 183 membres, dont le président du Conseil national, le deuxième président et le troisième président.
Les dernières élections législatives autrichiennes au Conseil national ont eu lieu le 29 septembre 2024. Le FPÖ obtient 28,85 % soit 57 mandats sur 183 et le ÖVP 26,27 % soit 51 sièges. Le SPÖ arrive 3e avec 21,14 % des suffrages et 41 sièges.
|      | SPÖ | ÖVP | KPÖ | VDU | FPÖ | Verts | LF | BZÖ | TS | NEOS | PILZ |
| ---- | --- | --- | --- | --- | --- | ----- | -- | --- | -- | ---- | ---- |
| 1945 | 76  | 85  | 4   |     |     |       |    |     |    |      |      |
| 1949 | 67  | 77  | 5   | 16  |     |       |    |     |    |      |      |
| 1953 | 73  | 74  | 4   | 14  |     |       |    |     |    |      |      |
| 1956 | 74  | 82  | 3   |     | 6   |       |    |     |    |      |      |
| 1959 | 78  | 79  |     |     | 8   |       |    |     |    |      |      |
| 1962 | 76  | 81  |     |     | 8   |       |    |     |    |      |      |
| 1966 | 74  | 85  |     |     | 6   |       |    |     |    |      |      |
| 1970 | 81  | 78  |     |     | 6   |       |    |     |    |      |      |
| 1971 | 93  | 80  |     |     | 10  |       |    |     |    |      |      |
| 1975 | 93  | 80  |     |     | 10  |       |    |     |    |      |      |
| 1979 | 95  | 77  |     |     | 11  |       |    |     |    |      |      |
| 1983 | 90  | 81  |     |     | 12  |       |    |     |    |      |      |
| 1986 | 80  | 77  |     |     | 18  | 8     |    |     |    |      |      |
| 1990 | 80  | 60  |     |     | 33  | 10    |    |     |    |      |      |
| 1994 | 65  | 52  |     |     | 42  | 13    | 11 |     |    |      |      |
| 1995 | 71  | 52  |     |     | 41  | 9     | 10 |     |    |      |      |
| 1999 | 65  | 52  |     |     | 52  | 14    |    |     |    |      |      |
| 2002 | 69  | 79  |     |     | 18  | 17    |    |     |    |      |      |
| 2006 | 68  | 66  |     |     | 21  | 21    |    | 7   |    |      |      |
| 2008 | 57  | 51  |     |     | 34  | 20    |    | 21  |    |      |      |
| 2013 | 52  | 47  |     |     | 40  | 24    |    |     | 11 | 9    |      |
| 2017 | 52  | 62  |     |     | 51  |       |    |     |    | 10   | 8    |
| 2019 | 40  | 71  |     |     | 31  | 26    |    |     |    | 15   |      |
| 2024 | 41  | 51  |     |     | 57  | 16    |    |     |    | 18   |      |